# Mamma Mia! (film)
A Mamma Mia! az azonos című West End-musical 2008-as filmváltozata. A brit–amerikai koprodukcióban készült romantikus zenés filmvígjáték az ABBA együttes dalaira épül, s az egyiknek a címét viseli. A főbb szerepekben Meryl Streep, Pierce Brosnan, Colin Firth, Stellan Skarsgård, Julie Walters, Amanda Seyfried és Christine Baranski láthatók. A film vezető producerei között megtalálható Tom Hanks és Rita Wilson is.
A világpremier Londonban volt 2008. június 30-án, majd elsőként a cselekmény helyszínéül szolgáló Görögország mozijai kezdték vetíteni július 3-án. Magyarországon július 17-én, Észak-Amerikában pedig az azt követő napon mutatták be. A DVD Magyarországon 2008 november végén jelent meg.
A Mamma Mia! filmet két Golden Globe-díjra jelölték, a legjobb vígjáték/musical és a legjobb vígjátéki színésznő (Meryl Streep) kategóriákban.
A Mamma Mia! alapötlete már korábban ismert volt a Jó estét, Mrs. Campbell! című filmből.
2017 májusában bejelentették, hogy a bemutató 10. évfordulójára Mamma Mia! Sose hagyjuk abba címmel megjelenik a film folytatása.

## Rövid történet
Egy leendő menyasszony megpróbálja megtalálni az igazi apját, az 1970-es évek népszerű ABBA együttesének slágereit felhasználva.

## Cselekmény
A húszéves Sophie Sheridan szórakozott édesanyjával, Donnával egy kis görög szigeten él, ahol Donna a Villa Donna szállót vezeti. Sophie rövidesen hozzámegy vőlegényéhez, Skyhoz, és szeretné, ha édesapja vezetné az oltárhoz, azt azonban nem tudja, ki is ő. Donna régi naplóját elolvasva a lány arra a következtetésre jut, hogy három férfi közül lehet valamelyik az apja. Meghívja Samet, Harryt és Billt az esküvőre anélkül, hogy anyjának erről szólna.

## Szereplők
| Szereplő                | Színész                                                                | Magyar hang       |
| ----------------------- | ---------------------------------------------------------------------- | ----------------- |
| Donna Sheridan          | Meryl Streep                                                           | Ráckevei Anna     |
| Donna Sheridan          | Sophie édesanyja, a Villa Donna hotel tulajdonosa                      |                   |
| Sam Carmichael          | Pierce Brosnan                                                         | Kautzky Armand    |
| Sam Carmichael          | amerikai építész, Sophie egyik lehetséges édesapja                     |                   |
| Harry „Hős Bika” Bright | Colin Firth                                                            | Csankó Zoltán     |
| Harry „Hős Bika” Bright | angol bankár, Sophie második lehetséges édesapja                       |                   |
| Bill Anderson           | Stellan Skarsgård                                                      | Haás Vander Péter |
| Bill Anderson           | svéd tengerész, Sophie harmadik lehetséges édesapja                    |                   |
| Rosie                   | Julie Walters                                                          | Andresz Kati      |
| Rosie                   | Donna független barátnője (a „magányos farkas”), aki szeret szórakozni |                   |
| Tanya                   | Christine Baranski                                                     | Vándor Éva        |
| Tanya                   | Donna háromszorosan elvált, tehetős barátnője                          |                   |
| Sophie Sheridan         | Amanda Seyfried                                                        | Czető Zsanett     |
| Sophie Sheridan         | Donna lánya, Sky menyasszonya                                          |                   |
| Sky                     | Dominic Cooper                                                         | Moser Károly      |
| Sky                     | Sophie vőlegénye                                                       |                   |
| Pepper                  | Philip Michael                                                         | Molnár Levente    |
| Pepper                  | néger fiú, Sky barátja, Tanya hódolója                                 |                   |
| Ali                     | Ashley Lilley                                                          | Huszárik Kata     |
| Ali                     | Sophie barna hajú barátnője                                            |                   |
| Lisa                    | Rachel McDowall                                                        | Győrfi Laura      |
| Lisa                    | Sophie sötétszőke hajú, lófarkas barátnője                             |                   |

## Filmzene
A filmmusicalben elhangzó ABBA-slágereket a színészek adják elő.
1. I Have a Dream – Sophie
2. Honey, Honey – Sophie
3. Money, Money, Money – Donna
4. Mamma Mia – Donna
5. Chiquitita – Tanya és Rosie
6. Dancing Queen – Donna, Tanya, Rosie és a többiek
7. Our Last Summer – Harry, Sam, Bill és Sophie
8. Lay All Your Love on Me – Sky és Sophie
9. Super Trouper – Donna, Tanya és Rosie
10. Gimme! Gimme! Gimme! (A Man After Midnight) – Sophie, Ali, Lisa és a többiek
11. The Name of the Game – Sophie és Bill
12. Voulez-Vous – mindenki
13. SOS – Sam és Donna
14. Does Your Mother Know – Tanya
15. Slipping Through My Fingers – Donna és Sophie
16. The Winner Takes It All – Donna
17. I Do, I Do, I Do, I Do, I Do – Sam, Donna és a többiek
18. When All Is Said and Done – Sam
19. Take a Chance on Me – Rosie, Bill és Harry
20. Mamma Mia – mindenki
21. I Have a Dream – Sophie
22. Dancing Queen – Donna, Tanya és Rosie
23. Waterloo – Donna, Tanya, Rosie, Sam, Bill, Harry, Sophie és Sky
24. Thank You for the Music – Sophie (a végefőcím alatt)

Az Under Attack, a One of Us és a Knowing Me, Knowing You című dalokat a forgatókönyv nem tartalmazza, szemben a színpadi változattal, míg a Thank You for the Music csak a végefőcím alatt hallható, s nem a cselekményben. Az Under Attack és a Knowing Me, Knowing You és a "Waterloo" ugyanakkor instrumentálisan felcsendül a filmben bizonyos jelenetek alatt. A When All is Said and Done című szám a filmkészítők újítása, az eredeti musicalnek nem képzi részét.
A Chiquitita, a Waterloo és az I Do, I Do, I Do, I Do, I Do változatlan formában szerepel a filmben, azonban a zenei albumra nem került rá. Sophie és Bill közös dala, a The Name of the Game a film végső vágásába nem került bele, azonban a DVD-kiadáson látható lesz a kimaradt jelenetek között. A dal maga a filmzenealbumon ugyanakkor hallható. Az I Have a Dream és a Thank You for the Music rejtett trackként jelennek meg a zenei kiadványon.

## Háttér

### Forgatás
A forgatás javarészt Szkopelosz és Szkiathosz görög szigeteken zajlott, míg egyes részeket a Pinewood Studios 007-es stúdiójában rögzítettek. A film produkciós irodái szintén a Pinewoodban kaptak helyet.

### Bemutató
A film svédországi premierjén az ABBA mind a négy tagja részt vett. A stockholmi Rival Theatre előtt készült fotóhoz hasonló, amelyen az együttes összes tagja látható, 1986 óta nem készült.

### Fogadtatás
A Mamma Mia! vegyes kritikákat kapott. Az amerikai újságírók véleményeit számba vevő Rotten Tomatoes oldalán 52%-os értékelés szerepel több mint 160 írás alapján.